# Melena (medicina)
Una melena es la expulsión de deposiciones (heces) negras, viscosas y malolientes debido a la presencia de sangre degradada proveniente del tubo digestivo superior (boca-ángulo duodenoyeyunal).

## Descripción
Las  sanguinolentas, producto del sangrado proveniente de la parte superior del tubo digestivo, que abarca el esófago, el estómago y la primera porción del duodeno, tomando una coloración a menudo referida como "alquitranada". La sangre digerida en el estómago hace que las heces adquieran un color negro las cuales tienden a dar señal de una mala alimentación, problemas en el estómago.
Cuando la hemorragia proviene de la porción final del intestino, el recto, se puede presentar hematoquecia, que, a diferencia de la melena, es la deposición con sangre pura de color rojo vinoso. Si hay signos de anemia, se puede solicitar un examen de sangre oculta en heces.
En caso de que el sangrado sea muy rápido o masivo pueden tomar un color caoba oscuro.
A menudo habrá también —relacionado con la melena— vómito con sangre, llamado hematemesis, el cual nos sugiere un sangrado activo, ya sea por una úlcera péptica, rotura de varices esofágicas, desgarro de Mallory-Weiss, etc. Respecto a úlceras pépticas, están más asociadas las melenas cuando es duodenal, y la hematemesis cuando es gástrica.
Para producirse las melenas se requiere al menos una pérdida entre 50 y 80 mL (mililitros) de sangre.